# Mateo Nicolau
Mateo Nicolau Garí (General Pico, Argentina; 18 de agosto de 1920-León de Los Aldama, México; 29 de octubre de 2005) fue un futbolista argentino. Jugó con el Fútbol Club Barcelona en las temporadas 1948-49 a 1951-52, disputando 62 partidos en los que marcó 16 goles.También perteneció al Club Atlético Tucumán, Club Atlético San Lorenzo de Almagro, Club América, Club de Fútbol Atlante y Club Zacatepec.
El 24 de septiembre de 1950, en la tercera jornada del campeonato 50-51, marcó dos goles en la mayor goleada del Barça en un F.C.Barcelona-Real Madrid (7-2).

## Palmarés

### Títulos Regionales
| Título        | Club             | Año  |
| ------------- | ---------------- | ---- |
| Liga Tucumana | Atlético Tucumán | 1938 |

### Títulos nacionales
| Título          | Club      | Año         |
| --------------- | --------- | ----------- |
| Liga            | Atlante   | 1946 - 1947 |
| Liga            | Barcelona | 1948 - 1949 |
| Copa de España  | Barcelona | 1950 - 1951 |
| Liga            | Barcelona | 1951- 1952  |
| Copa de España  | Barcelona | 1951 - 1952 |
| Copa Eva Duarte | Barcelona | 1951-1952   |

### Títulos internacionales
| Título      | Club      | Año       |
| ----------- | --------- | --------- |
| Copa Latina | Barcelona | 1948-1949 |
| Copa Latina | Barcelona | 1951-1952 |

## Equipos
| Club             | País      | Año       |
| ---------------- | --------- | --------- |
| Atlético Tucumán | Argentina | 1938-1940 |
| San Lorenzo      | Argentina | 1940-1943 |
| América          | México    | 1943-1945 |
| Atlante          | México    | 1945-1948 |
| Barcelona        | España    | 1948-1952 |
| Club Zacatepec   | México    | 1952-1955 |